# Атилия Кавцидия Тертула
Вижте пояснителната страница за други личности с името Тертула.
Атилия Кавцидия Тертула (на латински: Atilia Caucidia Tertulla) е римлянка, аристократка от 2 век.

## Произход
Произлиза от фамилията Атилии. Дъщеря е на Кавцидия Тертула и Марк Атилий Метилий Брадуа, който е консул (108 г.), управител на Британия (115 – 118 г.) и проконсул на провинция Африка (115 – 118 г.). Сестра е на Марк Атилий Метилий Брадуа Кавцидий Тертул Бас, проконсул на провинция Африка по времето на Антонин Пий (138 – 161), и вероятно на Публий Вигелий Рай Плаврий Сатурнин Атилий Брадуан Кавцидий Тертул, управител на Долна Мизия (169 – 170 г.).

## Фамилия
Атилия се омъжва за Апий Аний Требоний Гал (консул 139 г.). Той е син на консулския колега на баща ѝ Апий Аний Требоний Гал и е роднина на Марк Аний Вер, дядото на император Марк Аврелий. Атилия ражда две деца:
- син Апий Аний Атилий Брадуа (консул 160 г.);
- дъщеря Апия Ания Регила Атилия Кавцидия Тертула, известна като Аспазия Ания Регила (125 – 160), която се омъжва за прочутия грък Ирод Атик.